# Orthocladius nigripectus
Orthocladius nigripectus är en tvåvingeart som först beskrevs av Jacques-Marie-Frangile Bigot 1888.  Orthocladius nigripectus ingår i släktet Orthocladius och familjen fjädermyggor. Inga underarter finns listade i Catalogue of Life.